# Aposchizomyia acuta
Aposchizomyia acuta är en tvåvingeart som beskrevs av Gagne 1993. Aposchizomyia acuta ingår i släktet Aposchizomyia och familjen gallmyggor.
Artens utbredningsområde är Kenya. Inga underarter finns listade i Catalogue of Life.